# Hararit
Hararit, někdy též Hararit-Jachad (hebrejsky הֲרָרִית, v oficiálním přepisu do  angličtiny Hararit, též Hararit-Yahad) je vesnice typu společná osada (jišuv kehilati) v Izraeli, v Severním distriktu, v Oblastní radě Misgav.

## Geografie
Leží v nadmořské výšce 451 metrů, v zalesněné a hornaté oblasti v centrální části Dolní Galileji, ve vysočině Harej Jatvat. Obec je situována přímo na vrchol jedné ze zdejších hor - Har Netofa. Na jižní straně terén prudce klesá o několik set metrů do údolí Bejt Netofa. Na severu se zvolna svažuje do údolí Bik'at Sachnin, do kterého podél západního úbočí hory směřuje vádí al-Chasin
Je položena cca 28 kilometrů východně od břehů Středozemního moře a cca 15 kilometrů na západ od Galilejského jezera, cca 102 kilometrů severovýchodně od centra Tel Avivu a cca 35 kilometrů východně od centra Haify. Hararit obývají Židé, přičemž osídlení v tomto regionu je etnicky smíšené. 2 kilometry na západ leží město Araba, které obývají izraelští Arabové, stejně jako město Dejr Channa 2 kilometry na severu nebo Ajlabun 3 kilometry východním směrem. Jediným větším židovským sídlem je zde město Karmi'el 10 kilometrů severozápadně od osady. Krajina mezi těmito městskými centry je ovšem postoupena řadou menších židovských vesnic.
Obec je na dopravní síť napojena pomocí lokální silnice číslo 7955, jež sleduje severní kraj svahů nad údolím Bejt Netofa.

## Dějiny
Vesnice Hararit byla založena v roce 1980 v rámci programu Micpim be-Galil, který vrcholil na přelomu 70. a 80. let 20. století a v jehož rámci vznikly v Galileji desítky nových židovských vesnic s cílem posílit židovské demografické pozice v tomto regionu a nabídnout kvalitní bydlení kombinující výhody života ve vesnickém prostředí a předměstský životní styl.
Zakladateli vesnice byla skupina izraelských vyznavačů orientálních technik transcendentální meditace a stoupenců Maharišiho Maheš Jógiho. První obyvatelé zde žili ve velké izolaci, s ostatními vesnicemi v regionu zpočátku nebylo běžné silniční spojení. Trvalá zástavba zde vznikla v roce 1984.
Součástí obce je i kibuc Jachad (יחד), který vznikl souběžně s komunitou Hararit během 80. let 20. století a na své nynější místo se přesunul roku 1992. Leží cca 500 metrů západně od Hararit a obývají ho stejně orientovaní lidé. Jachad není samostatnou obcí a je začleněn do Hararitu.
Ekonomika obce je založena na turistickém ruchu (ubytování a restaurace), službách nebo alternativní medicíně. V Hararit je k dispozici zařízení předškolní péče o děti. Základní škola je ve vesnici Gilon.
Výhledově má vesnice projít další stavební expanzí. Územní plán umožňuje rozšíření na 200 rodin. V současnosti probíhá prodej 28 stavebních parcel.

## Demografie
Obyvatelstvo Hararit je sekulární ale se zaměřením na transcendentální meditace inspirované hinduismem. Podle údajů z roku 2014 tvořili populaci v Hararit Židé (včetně statistické kategorie "ostatní", která zahrnuje nearabské obyvatele židovského původu ale bez formální příslušnosti k židovskému náboženství).
Jde o menší sídlo vesnického typu s dlouhodobě rostoucím počtem obyvatel. K 31. prosinci 2014 zde žilo 379 lidí. Během roku 2014 populace stoupla o 6,2 %.
| Rok            | 1983 | 1995 | 2001 | 2003 | 2004 | 2005 | 2006 | 2007 | 2008 | 2009 | 2010 | 2011 | 2012 | 2013 | 2014 |
| -------------- | ---- | ---- | ---- | ---- | ---- | ---- | ---- | ---- | ---- | ---- | ---- | ---- | ---- | ---- | ---- |
| Počet obyvatel | 75   | 185  | 224  | 213  | 214  | 213  | 221  | 242  | 268  | 267  | 302  | 309  | 339  | 357  | 379  |

## Památky
- Na vrchu nad obcí je poustevna (ermitáž) Netofa, náležející k patriarchátu církve melchitů.